# U2 Go Home: Live from Slane Castle
Albums de U2
The Best of 1990-2000
(2002) How to Dismantle an Atomic Bomb
(2004)
U2 Go Home: Live from Slane Castle   (2003) est un DVD du groupe de rock irlandais, U2. C'est l'enregistrement en public d'un concert donné le 1er septembre 2001 au Slane Castle (Irlande). C'était le dernier concert de leur tournée  Elevation Tour. La demande fut telle que le groupe a fait deux concerts sur place.
Ce film, qui a été bien reçu par la critique, est le second réalisé lors de la tournée du groupe en 2001, le premier, Elevation 2001: Live from Boston, avait été diffusé en novembre 2001.

## Slane Castle

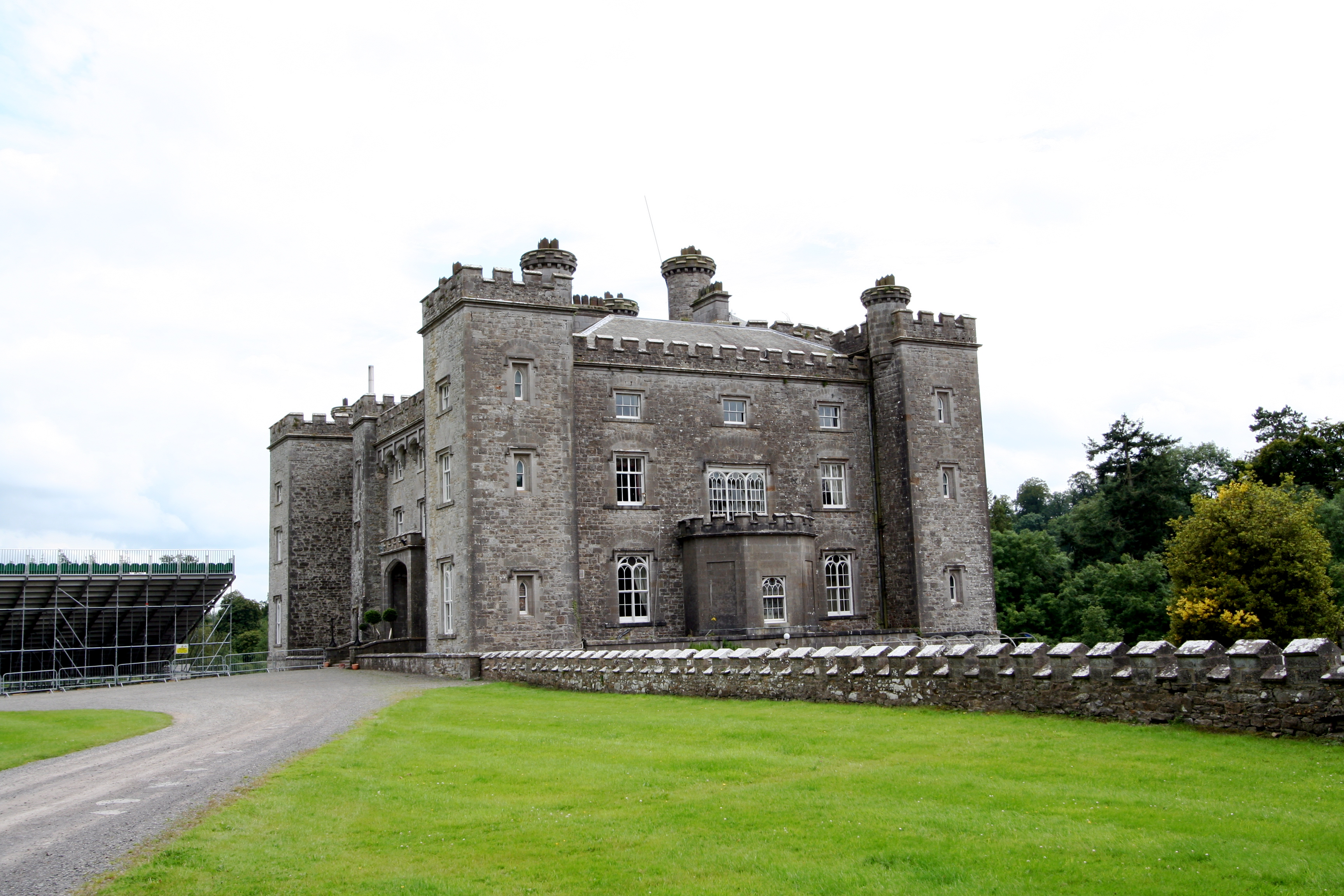
Slane Castle

Chaque année depuis 1981, généralement en août, un concert de rock est organisé à Slane Castle. Le château est situé dans la Boyne valley, à 25 km de Dublin (Irlande).
L'amphithéatre d'une capacité de 100 000 personnes a accueilli des concerts de nombreux artistes, parmi eux : Thin Lizzy, Bruce Springsteen, Bob Dylan, R.E.M., Bryan Adams, Queen, The Rolling Stones, David Bowie, Neil Young, Oasis, Guns N' Roses, Red Hot Chili Peppers, KISS et Madonna.

## Contexte
Le film montre le groupe de retour dans leur pays natal, l'Irlande, et jouant devant plus de 80 000 personnes. Bono venait de perdre son père, enterré la veille du premier jour de concert, le 25 août. C'était le premier concert de U2 à Slane depuis 1981.
U2 Go Home a été filmé le samedi 1er septembre 2001, le jour même où l'équipe de la république d'Irlande a assuré sa qualification pour la coupe du monde de football 2002. Le match avait été montré au Slane Castle avant le concert, ce qui avait fait monter l'ambiance. Bono mentionne le but marqué par les Irlandais lorsqu'il chante "Beautiful Day", il prononce "Beautiful goal" (beau but) et shoote dans un ballon.
Le premier concert avait été donné une semaine plus tôt, le 25 août, un jour après l'enterrement du père de Bono. Ce dernier lui rend hommage, avant de chanter "Kite", en racontant les aventures de son père et de celui de The Edge, ivres et chantant la nuit dans Madison avenue à New York (Late at night, one o clock, with Edge's old man, both as pissed as farts singing the duet from The Silverfish).

## Les interprétations
Pour introduire Out of Control, Bono reprend ce qu'il avait dit 20 ans plus tôt 
I want to thank Phillip Lynott for letting us open the show
We're a band from the north side of Dublin
We're called U2, this is our first single
We hope you like it
(Je veux remercier Phillip Lynott qui nous permet de faire l'ouverture du concert, nous sommes un groupe du nord de Dublin, nous nous appelons U2, ceci est notre première chanson, nous espérons que vous l'aimez). Il rappelle ensuite une conversation qu'il a eu avec son père alors qu'il lui demandait £500 pour démarrer le groupe. Il remercie son père et ceux des autres membres du groupe pour leurs dons qui ont permis au groupe de débuter, puis le public qui lui aussi a probablement donné £500 par personne.
À la fin de Sunday Bloody Sunday, Bono énumère les noms des 29 victimes de l'attentat à la voiture piégée de Omagh qui s'est produit trois ans plus tôt. Après une alerte insuffisamment précise, il fit 29 morts (29 people, too many) et 220 blessés dans la rue commerçante de Market Street. Cet attentat fut revendiqué par une branche dissidente de l'IRA provisoire, l'IRA véritable, qui s'opposait à l'accord de paix du 10 avril 1998. L'attentat d'Omagh fut l'un des plus meurtriers du conflit du nord-Irlandais.
Le groupe interprète des versions acoustiques de Desire et Staring at the Sun, suivies par All I want is you que Bono dédie à sa femme I would like to dedicate this song to my beautiful wife... for Ali.

## Reception
U2 Go Home: Live from Slane Castle a reçu des critiques positives de la part de la presse spécialisée comme on peut le constater dans le tableau ci-dessous. Parmi celles-ci, Christian Hoard de Rolling Stone déclare que « l’ambiance joyeuse » de l’album All That You Can’t Leave Behind était évidente tout au long de la performance, et que mis à part les versions dépouillées de Desire et Staring at the Sun, U2 présente les chansons dans toute leur gloire rock d’arène. »

## Titres du DVD
1. Elevation
2. Beautiful Day
3. Until the End of the World
4. New Year's Day
5. Out of Control
6. Sunday Bloody Sunday
7. Wake Up Dead Man
8. Stuck in a Moment You Can't Get Out of
9. Kite
10. Angel of Harlem
11. Desire
12. Staring at the Sun
13. All I Want Is You
14. Where the Streets Have No Name
15. Pride (In the Name of Love)
16. Bullet the Blue Sky
17. With or Without You
18. One
19. Walk On

Le DVD comprend en outre un documentaire sur l'enregistrement de l'album The Unforgettable Fire qui avait été pour partie réalisé au château de Slane en 1984, et la chanson Mysterious Ways.

## Origine des compositions
Titre issu de Three (EP de 1979) et Boy (1980)Out of Control
Titres issus de War (1983)Sunday Bloody Sunday, New Year's Day
Titre issu de The Unforgettable Fire (1984)Pride (In the Name of Love)
Titres issus de The Joshua Tree (1987)Where the Streets Have No Name, With or Without You, Bullet the Blue Sky
Titres issus de Rattle and Hum (1988)Desire, Angel of Harlem, All I Want Is You
Titres issus de Achtung Baby (1991)Until the End of the World, One, Mysterious Ways
Titres issus de Pop (1997)Wake Up Dead Man, Staring at the Sun
Titres issus de All That You Can't Leave Behind (2000)Beautiful Day, Stuck in a Moment You Can't Get Out of, Elevation, Walk On, "Kite

## Musiciens
- Bono (chant, guitare)
- The Edge (guitare, claviers, chant)
- Adam Clayton (guitare basse)
- Larry Mullen Junior (batterie)